# 岩手ふるさと農業協同組合
岩手ふるさと農業協同組合（いわてふるさとのうぎょうきょうどうくみあい、略称JA岩手ふるさと、岩手ふるさと農協）は、岩手県奥州市胆沢に本店を置く農業協同組合。

## 概要
江刺地域を除く奥州市全域と金ケ崎町を事業エリアとする。
旧胆沢町・前沢町・衣川村の流れを継承し、奥州市の指定金融機関である。

## 沿革
- 1998年7月1日 - 水沢市・前沢町・金ケ崎町・胆沢町・衣川村の5農協が新設合併し、岩手ふるさと農業協同組合が発足。

## 店舗

### 奥州市
- 本店 - 胆沢小山字菅谷地131-1

水沢地域
- 奥州市役所本庁支店 - 水沢大手町1-1 奥州市役所本庁内
- 水沢支店・水沢地域センター - 水沢東大通り1-8-17

前沢地域
- 前沢支店・前沢地域センター - 前沢七日町裏55

胆沢地域
- 胆沢支店・胆沢地域センター - 胆沢小山字菅谷地131-1

衣川地域
- 衣川出張所・衣川地域センター - 衣川古戸393-4

### 胆沢郡
- 金ケ崎支店 - 金ケ崎町西根伊勢分23-5
- 金ケ崎地域センター - 金ケ崎町西根高谷野原79-1125

## 主な作物
- 米
- 牛肉（前沢牛・いわて奥州牛）
- きゅうり
- ピーマン
- ミニトマト
- えだまめ
- りんご
- しいたけ
- 味噌
- 花（リンドウ） など。